# Stare Babice
Stare Babice és un poble de Polònia situat a la comarca de Warsaw West de la província de Masòvia, a 13 km a l'oest del centre de Varsòvia.